# Eat Art

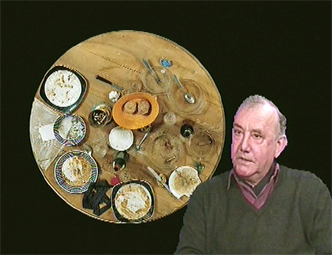
Daniel Spoerri à côté d'un de ses tableaux Eat art

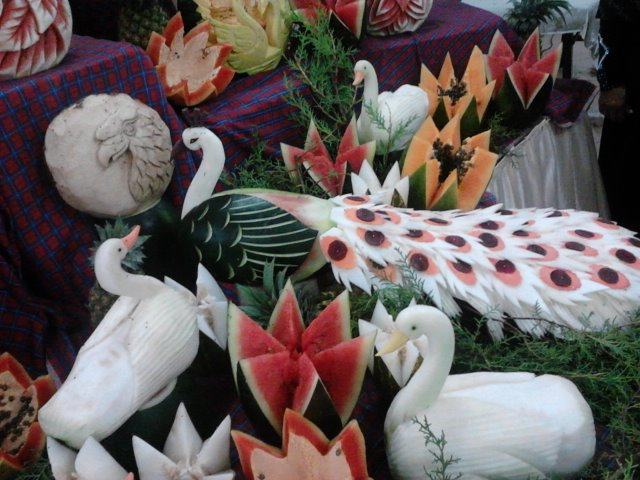
Création artistique utilisant des fruits et des légumes

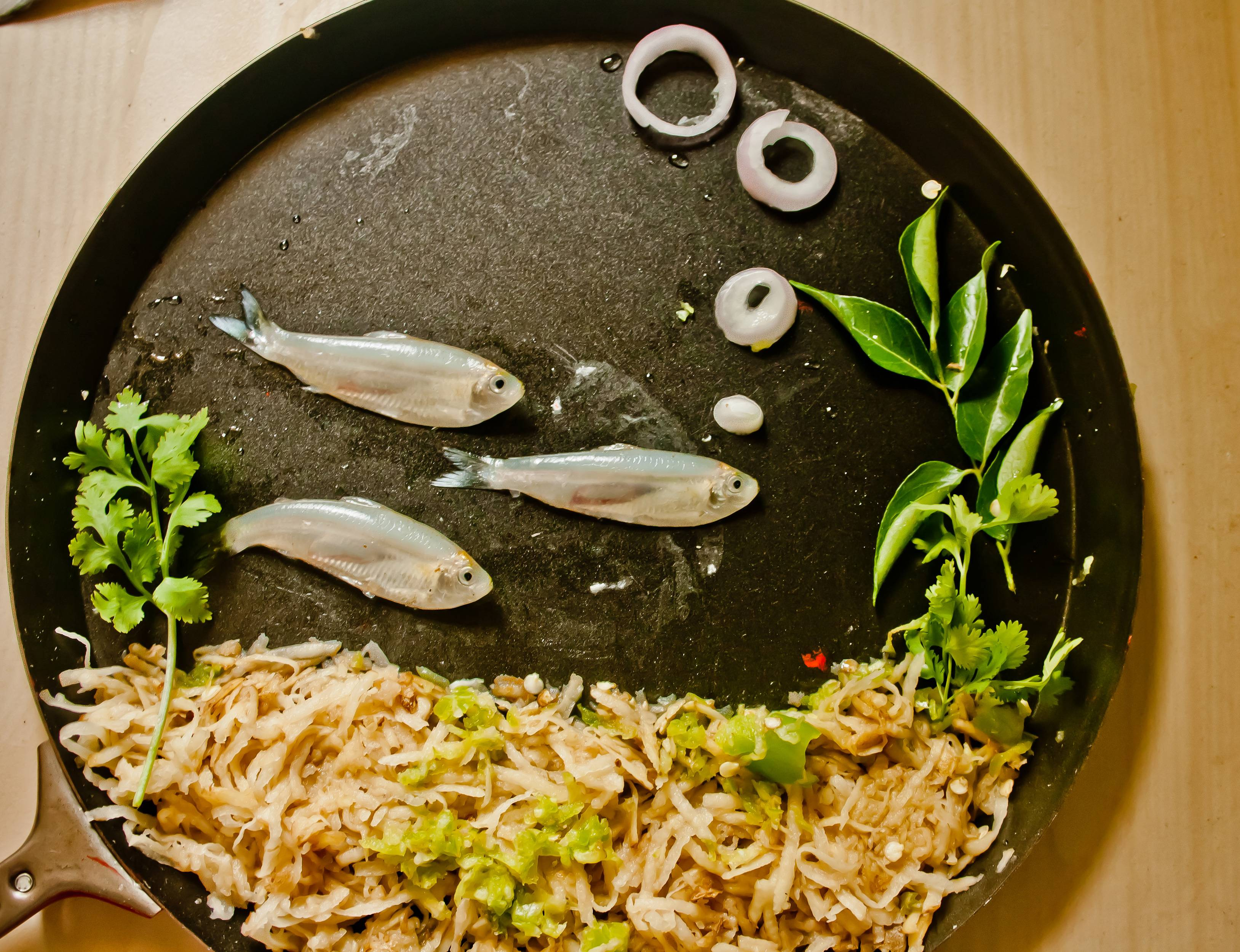
Paysage dans une poêle avec poissons et légumes émincés

Le Eat Art, ou Food Art, est un courant artistique apparu dans les années 1960 sous l’impulsion de l’artiste Daniel Spoerri. Ce courant a pour fonction l’utilisation de l’aliment dans la création artistique. Le Eat Art, littéralement « art du manger », met le repas et la nourriture à l’honneur avec l’intention de désacraliser le processus artistique qui rend l’objet immuable. La nourriture étant périssable, le Eat Art n’a pas pour vocation la production d’objets  mais existe principalement à travers une réédition de sa réalisation (comme ce fut le cas à la galerie du Jeu de Paume en 2002 pour le Restaurant Spoerri).

Comme il a été rappelé par Giovanni Lista, au sein des avant-gardes de la première moitié du siècle, c’est notamment le futurisme qui a organisé des banquets, théorisé une nouvelle cuisine et de nouvelles façons de manger afin de créer un art axé sur la nourriture. 

## Le tableau-piège
À partir de la fin des années 1950, Daniel Spoerri colle des assiettes sur des tableaux dans sa petite chambre no 13 de l’Hôtel Carcassonne à Paris. Avec le soutien de Pierre Restany et la complicité de Jean Tinguely, Daniel Spoerri va développer ce qu’il dénommera des tableaux-pièges et qui sont le point de départ du Eat Art. Le tableau-piège fixe la fin d'un repas pour que le banal et le quotidien puissent accéder à la pérennité de l'art. Peu à peu Daniel Spoerri cherche à mettre en valeur la genèse de ces tableaux à travers l'idée du restaurant, à la fois lien social et paradigme du convivial.
Dans la Galerie J., à Paris en 1963, Daniel Spoerri organise un restaurant éphémère pour permettre aux spectateurs de créer des tableaux-pièges à leur tour. À la fin des repas, la table était fixée en tableau-piège et recevait un brevet de l’artiste avec la mention « en foi de quoi –pour que ceux qui ont des yeux voient- j’authentifie ». Le Eat Art voit réellement le jour et l’aliment devient prétexte à la création.

## Restaurant Spoerri
Le succès est tel que Daniel Spoerri ouvre à Düsseldorf en 1968 le Restaurant Spoerri, qui met en avant une création artistique alimentaire, et fonctionne surtout par l’intervention d’amis de l’artiste. Ses amis, Arman, Ben, Claude et François-Xavier Lalanne, Dorothée Selz, Niki de Saint Phalle, et bien d’autres encore, proposent d’habiter le lieu par des créations gustatives. 
Les mets proposés, parfois très exotiques, comme le ragoût de python ou le steak de tigre, ne sont pas fondamentalement des aliments novateurs. Ce qui prime c’est avant tout une intervention conceptuelle derrière la nourriture proposée. 
En 1970, Claude et François-Xavier Lalanne proposent au Restaurant Spoerri Le Dîner Cannibale. Cette performance vise à manger, non pas de la vraie chair humaine, mais son simulacre. Claude Lalanne a créé une technique pour fabriquer des moules en cuivre de la totalité d’un corps. François-Xavier sera ainsi moulé de la tête aux pieds, et les formes de cuivre seront dorées pour ne pas être nocives. Lors du repas proposé, tout le repas est composé d’aliments ordinaires mais étrangement horrifiques : oreilles en beurre, pieds de pain, doigts de pâtes à la sauce tomate, et bien d’autres recettes donnant à voir le corps consommé.

## Aujourd’hui
Aujourd’hui, le Eat Art peut-être perçu de deux manières différentes, d'abord comme un courant des années 1960-1970 principalement lié à Daniel Spoerri. Il peut aussi être considéré comme un pendant artistique qui lie la cuisine à la création. Dans ce sens il existe toujours et de manière de plus en plus active, notamment au travers de différentes dénominations que sont, entre autres, Food art, Cuisine éclairée (terme du théoricien Olivier Assouly), Cuisine Conceptuelle...
Le design culinaire, quant à lui, prolonge le Eat Art, mais n’est pas un courant artistique de même typologie.

## Quelques artistes
- Rirkrit Tiravanija
- Will Cotton
- Natacha Lesueur
- Sonja Alhäuser
- Maya Minder

Il faut aussi noter des incursions d’artistes dans ce genre tels que le firent les amis  de Daniel Spoerri et tel que le fit Sophie Calle avec des repas chromatiques, ou encore régulièrement Michel Blazy

## Cuisine moléculaire
L’apparition de la cuisine moléculaire dans la cuisine traditionnelle a aussi bouleversé la création culinaire. Des cuisiniers comme Ferran Adria ou Thierry Marx se rapprochent plus d’artistes et de créateurs conceptuels que de cuisinier dits traditionnels. Leur démarche créatrice, issue de la cuisine moléculaire, provoque détournement, déconstruction et reconstruction de l’aliment à travers des mélanges gustatifs curieux ou improbables dans la lignée de celles expérimentées par Daniel Spoerri dans le passé.